# ズグロウロコハタオリ
ズグロウロコハタオリ(学名:Ploceus cucullatus)はスズメ目ハタオリドリ科に分類される鳥類の一種。

## 形態
体長は17cm。繁殖期以外は雌雄同色で羽毛はオリーブグリーンである。繁殖期になるとオスの羽毛は派手な黄色と黒色の繁殖羽に生え変わる。尾羽は短いが幅が広い。
種子を食べる鳥であるため、くちばしは丈夫でとがった形をしている。足指は4本あり、そのうちの3本は前、1本が後ろを向いている。

## 生態
主な餌は種子や穀物だが、繁殖期には昆虫を捕まえて雛に食べさせている。

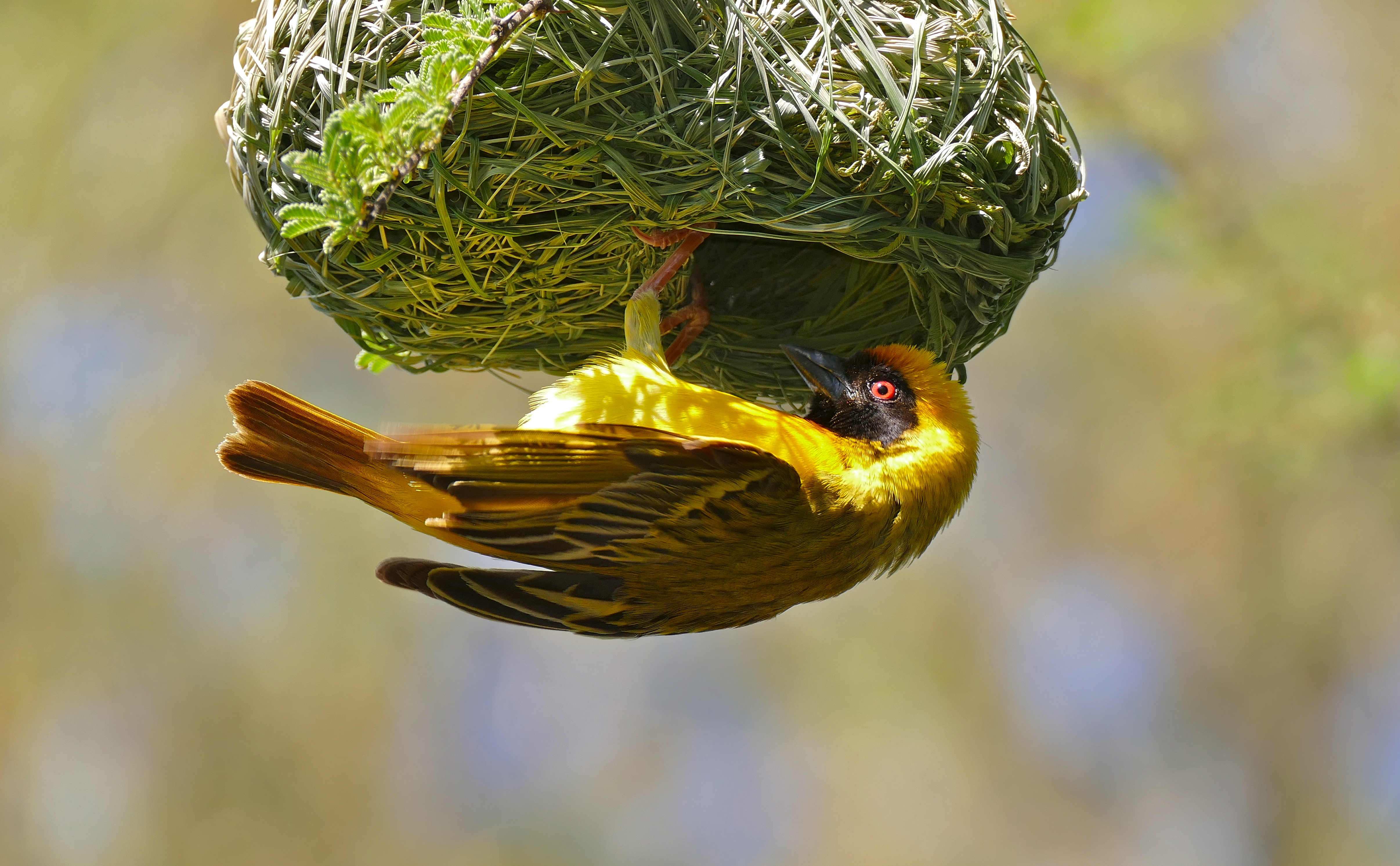
巣を作るズグロウロコハタオリのオス

繁殖期になるとズグロウロコハタオリのオスは巣作りを始める。長い葉をくちばしでむしり取り、それを枝にぶら下げて巣の骨組みを作る。骨組みが完成すると巣の底に入口を残しながら骨組みに草を編み込む。巣が完成するまで9時間から15時間かかりオスはそれを3個から5個作る。巣作りが終わると、オスは巣からぶら下がり求愛行動を行い、メスを誘う。
ズグロウロコハタオリは複数の相手と交尾をする複婚性であるため、交尾を終えるとオスはその場を離れて次の相手を探す。子育てはメスが行い、交尾後に巣の内部に草や羽などの柔らかいものを敷き詰めて卵を産む。抱卵期間は約12日間ほどで、雛は孵化から3週間で巣立ちができるようになる。子育ての終えたメスは別のつがいのオスと新しい巣を探す。

## 分布
サハラ砂漠以南のアフリカに広く生息する。ナミブ砂漠やカラハリ砂漠などの極端に乾燥した地域には分布していない。またカリブ海のイスパニョーラ島にも外来種として生息している。